# Almita portalia
Almita portalia là một loài bướm đêm trong họ Crambidae.